# Колумбија на Светском првенству у атлетици на отвореном 2017.
Колумбија је учествовала на Светском првенству у атлетици на отвореном 2017. одржаном у Лондону од 4. до 13. августа шеснаести пут, односно учествовала је на свим првенствима до данас. Репрезентацију Колумбије представљало је 19 учесника (10 мушкараца и 9 жена) који су се такмичили у 15 дисциплина (7 мушких и 8 женских),
На овом првенству Колумбија је освојила две медаље и то једну златну и једну сребрну. Овим успехом Колумбија је делила 11 место у укупном пласману освајача медаља . Поред медаље, оборен је национални рекорд на 1.500 м у женској конкуренцији и један лични рекорд, а једна такмичарка је постигла најбољи лични резултат у сезони.
У табели успешности (према броју и пласману такмичара који су учествовали у финалним такмичењима (првих 8 такмичара) Колумбија је са 3 учесника у финалу делила 21. место са 19 бодова.
| Плас. | Земља     | 1. место | 2. место | 3. место | 4. место | 5. место | 6. место | 7. место | 8. место | Бр. финал. | Бод. |
| ----- | --------- | -------- | -------- | -------- | -------- | -------- | -------- | -------- | -------- | ---------- | ---- |
| =21.  | Колумбија | 1        | 1        | 0        | 0        | 1        | 0        | 1        | 0        | 3          | 19   |

## Учесници
| Мушкарци: - Дијего Паломеке — 100 м, 4х400 м - Бернандо Балојес — 200 м - Јилмар Ерера — 400 м, 4х400 м - Jhon Alexander Solís — 4х400 м - Jhon Perlaza — 4х400 м - Еидер Аревало — 20 км ходање - Мануел Естебан Сото — 20 км ходање - Хорхе Армандо Руиз — 50 км ходање - Луис Фернандо Лопез — 50 км ходање - Маурисио Ортега — Бацање диска | Жене: - Хоана Ариета — 800 м - Муријел Конео — 1.500 м, 5.000 м - Сандра Аренас — 20 км ходање - Сандра Галвис — 20 км ходање - Јесеида Кариљо — 20 км ходање - Катерин Ибаргвен — Троскок - Сандра Лемос — Бацање кугле - Флор Руиз — Бацање копља - Евелис Агилар — Седмобој |

## Освајачи медаља (2)

### Злато (1)
- Еидер Аревало — 20 км ходање

### Сребро (1)
- Катерин Ибаргвен — Троскок

## Резултати

### Мушкарци
| Атлетичар                                                      | Дисциплина   | Лични рекорд | Квалификације     | Квалификације     | Полуфинале            | Полуфинале            | Финале                  | Финале       | Детаљи |
| Атлетичар                                                      | Дисциплина   | Лични рекорд | Резултат          | Место             | Резултат              | Место                 | Резултат                | Место        | Детаљи |
| -------------------------------------------------------------- | ------------ | ------------ | ----------------- | ----------------- | --------------------- | --------------------- | ----------------------- | ------------ | ------ |
| Дијего Паломеке                                                | 100 м        | 10,11        | 10,51             | 8. у гр 6         | Нису се квалификовали | Нису се квалификовали | Нису се квалификовали   | 41 / 44 (48) |        |
| Бернандо Балојес                                               | 200 м        | 20,11 НР     | 20,86             | 6. у гр 1         | Нису се квалификовали | Нису се квалификовали | Нису се квалификовали   | 39 / 46 (50) |        |
| Јилмар Ерера                                                   | 400 м        | 45,48        | 47,18             | 7. у гр 4         | Нису се квалификовали | Нису се квалификовали | Нису се квалификовали   | 44 / 49 (52) |        |
| Jhon Alexander Solís Дијего Паломеке Јилмар Ерера Jhon Perlaza | 4 х 400 м    | 3:01,16 НР   | 3:03,68 НРС       | 7. у гр. 2        |                       |                       | Нису се квалификовали   | 12 / 16      |        |
| Еидер Аревало                                                  | 20 км ходање | 1:19:45 НР   |                   |                   |                       |                       | 1:18:53 НР, ЛР          |              |        |
| Мануел Естебан Сото                                            | 20 км ходање | 1:20:36      | 1:24:56           | 47 / 58 (64)      |                       |                       |                         |              |        |
| Хорхе Армандо Руиз                                             | 50 км ходање | 3:51:42      | 3:50:37 ЛР        | 20 / 33 (49)      |                       |                       |                         |              |        |
| Луис Фернандо Лопез                                            | 50 км ходање | 3:51:35      | Није завршио трку | Није завршио трку |                       |                       |                         |              |        |
| Маурисио Ортега                                                | Бацање диска | 65,84 НР     | 62,97             | 7. у гр. Б        |                       |                       | Није је се квалификовао | 16 / 30 (32) |        |

### Жене
| Атлетичарка      | Дисциплина   | Лични рекорд | Квалификације    | Квалификације    | Полуфинале            | Полуфинале            | Финале                | Финале       | Детаљи |
| Атлетичарка      | Дисциплина   | Лични рекорд | Резултат         | Место            | Резултат              | Место                 | Резултат              | Место        | Детаљи |
| ---------------- | ------------ | ------------ | ---------------- | ---------------- | --------------------- | --------------------- | --------------------- | ------------ | ------ |
| Хоана Ариета     | 800 м        | 2:05,39      | 2:07,36          | 7. у гр. 1       | Нису се квалификовале | Нису се квалификовале | Нису се квалификовале | 42 / 45 (47) |        |
| Муријел Конео    | 1.500 м      | 4:06,99 НР   | 4:11,98          | 13. у гр. 3      | Нису се квалификовале | Нису се квалификовале | Нису се квалификовале | 36 / 43 (44) |        |
| Муријел Конео    | 5.000 м      | 15:41,55     | 15:26,18 НР, ЛР  | 13. у гр. 2      |                       |                       | Није се квалификовала | 28 / 32 (34) |        |
| Сандра Аренас    | 20 км ходање | 1:29:31 НР   |                  |                  |                       |                       | 1:28:10 НР, ЛР        | 5 / 52 (61)  |        |
| Сандра Галвис    | 20 км ходање | 1:30:00      | 1:31:13          | 17 / 52 (61)     |                       |                       |                       |              |        |
| Јесеида Кариљо   | 20 км ходање | 1:31:14      | Дисквалификована | Дисквалификована |                       |                       |                       |              |        |
| Катерин Ибаргвен | Троскок      | 15,31 НР     | 14,21 КВ         | 5. у гр. Б       |                       |                       | 14,89 ЛРС             |              |        |
| Сандра Лемос     | Бацање кугле | 18,03 НР     | 16.36            | 13. у гр. Б      | Нису се квалификовале | 27 / 30 (31)          |                       |              |        |
| Флор Руиз        | Бацање копља | 63,84 НР     | 57,94            | 12. у гр. А      | Нису се квалификовале | 23 / 30 (31)          |                       |              |        |

#### Седмобој
| Дисциплина    | Евелис Агилар | Евелис Агилар | Евелис Агилар | Евелис Агилар | Евелис Агилар | Евелис Агилар |
| Дисциплина    | Лич. рек.     | Резултат      | Бод.          | Плас.         | Укупно        | Плас.         |
| ------------- | ------------- | ------------- | ------------- | ------------- | ------------- | ------------- |
| 100 м препоне | 13,56         | 14,03 (,023)  | 974           | 23.           | 974           | 23.           |
| Скок увис     | 1,74          | 1,68          | 830           | 28.           | 1.804         | 29.           |
| Бацање кугле  | 14,01         | 13,39         | 753           | 17.           | 2.557         | 26.           |
| 200 м         | 23,62         | 24,35         | 947           | 9.            | 3.504         | 24.           |
| Скок удаљ     | 6,61          | НС            |               |               |               |               |
| Бацање копља  | 48,90         |               |               |               |               |               |
| 800 м         | 2:10,06       |               |               |               |               |               |
| Седмобој      | 6.270 НР      |               |               |               | НЗ            |               |